# Panta-Kpa (distrito)

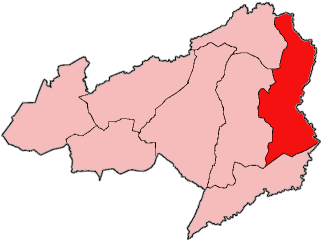
Localização do distrito de Panta-Kpa no condado de Bong

Panta-Kpa é um dos oito distritos localizado no condado de Bong, Libéria. População em 2008, 16.473 habitantes.